# Clossiana padimira
Clossiana padimira är en fjärilsart som beskrevs av Ruggero Verity 1932. Clossiana padimira ingår i släktet Clossiana och familjen praktfjärilar. Inga underarter finns listade i Catalogue of Life.